# Donatello Dubini
Donatello Dubini (Zurigo, 19 luglio 1955 – Colonia, 26 marzo 2011) è stato un regista e documentarista svizzero di origine italiana.
Realizzò i suoi film in stretta collaborazione con il fratello Fosco Dubini.

## Biografia
Dubini studiò presso l'Accademia del Cinema di Vienna (1975-1977). Proseguì i suoi studi cinematografici presso l'Università di Colonia. Il suo lavoro di master fu incentrato sul documentarista svizzero Richard Dindo.
Il suo primo documentario (Gösgen), realizzato nel 1978 in collaborazione con il fratello Fosco, fu un film sul movimento popolare contro la centrale nucleare di Gösgen. Seguirono i documentari sulla misteriosa scomparsa del fisico italiano Ettore Majorana, sulla spia atomica Klaus Fuchs e sul re (Ludovico II di Baviera).
In seguito i fratelli Dubini si interessarono agli ambienti cinematografici e artistici. Nacquero così i documentari sull'attrice Jean Seberg, sul romanziere Thomas Pynchon e sull'attrice Hedy Lamarr.
Nel 2001 Donatello Dubini realizzò un film sul diario di viaggio di Annemarie Schwarzenbach e Ella Maillart, intitolato Il viaggio al Kafiristan.
Il suo ultimo film, La grande eredità, dedicato alla storia personale della famiglia Dubini, fu presentato poco prima della sua morte al 46º Festival del Cinema di Soletta.
Il film inizia come una caccia al tesoro alla ricerca di monete d'argento e d'oro nascoste in una casa bruciata (la casa dei nonni) e termina in forma di studio sociologico e antropologico di una famiglia di immigrati italiani in un piccolo villaggio del Ticino (Lodrino). La storia è raccontata dal punto di vista della generazione dei nipoti (i fratelli Dubini), che sono cresciuti a Zurigo e conoscono il villaggio dei loro genitori per aver passato li' le vacanze, e il villaggio di origine (Minoprio) dei loro nonni in Italia dalle storie ascoltate. Un film sull'immigrazione, sull'integrazione economica riuscita ma anche sulla diffidenza degli indigeni.
Dubini fu membro fondatore della Casa del Cinema di Colonia e membro dell'iniziativa per la promozione e la distribuzione di film "Der andere Blick".

## Filmografia

### Regista

#### Cinema
- Ludwig 1881, co-regia di Fosco Dubini (1993)
- Die Reise nach Kafiristan, co-regia di Fosco Dubini (2001)
- La grande eredità (Die grosse erbschaft), co-regia di Fosco Dubini (2010)[2]

#### Documentari
- Gösgen - Ein Film über die Volksbewegung gegen Atomkraftwerke - co-regia di Fosco Dubini e Jürg Hassler (1978)

- Das Verschwinden des Ettore Majorana, co-regia di Fosco Dubini (1986)
- Klaus Fuchs - Atomspion, co-regia di Fosco Dubini e Wolfgang Meyer (1989)
- J.K. - Erfahrungen im Umgang mit dem eigenen Ich, co-regia di Fosco Dubini (1991)
- Jean Seberg: American Actress, co-regia di Fosco Dubini (1995)
- Thomas Pynchon: A Journey Into the Mind of P., co-regia di Fosco Dubini (2002)
- Hedy Lamarr: Secrets of a Hollywood Star, co-regia di Fosco Dubini e Barbara Obermaier (2006)
- Die grosse Erbschaft, co-regia di Fosco Dubini (2010)

## Riconoscimenti
- 1987: Premio d'incoraggiamento dello Stato della Renania Settentrionale-Vestfalia per giovani artisti
- 1990: premio cinematografico della Baviera, insieme al suo fratello Fosco Dubini